# Бліцкриг
Бліцкриг (нім. Blitzkrieg — «блискавична війна») — створена на початку XX століття Німеччиною теорія ведення швидкоплинної війни, відповідно до якої перемога досягається в терміни, що обчислюються днями або місяцями, перш ніж противник зуміє відмобілізувати і розгорнути свої основні військові сили.

## Стратегія
Бліцкріг заснований на тісній взаємодії піхотних і танкових з'єднань із застосуванням авіації. Стратегія бліцкріґу подібна до прийнятої в СРСР напередодні Німецько-радянської війни теорії глибокої наступальної операції (С. М. Аммосов, В. К. Тріандафіллов, К. Б. Калиновський та інші). За стратегією бліцкріґу танкові підрозділи за підтримки піхоти швидко прориваються в тил супротивника та, обходячи і оточуючи сильно укріплені позиції доходять до столиці ворога. Оточені з'єднання противника, які відчувають труднощі з постачанням боєприпасів, технікою та продуктами харчування, легко розбиваються наступаючими або здаються в полон.

## Практичне застосування
Одна з перших спроб провести бліцкріг була здійснена німецькими військами в ході Першої світової війни на Західному фронті. Згідно з планом Шліффена, передбачалося завдати блискавичного удару Франції, за півтора-два місяці завершити війну з нею підписанням переможного мирного договору, а потім перейти на Східний фронт. Однак опір французьких і бельгійських військ зірвав ці плани, зіграла свою роль й відсутність танків та недосконалість авіації тієї епохи. Все це призвело до того, що німецькі війська просувалися дуже повільно, і союзникам вдалося підтягнути сили і виграти битву на Марні у вересні 1914 року. Війна набула затяжного характеру, перейшовши у траншейну війну.
Вперше бліцкріг на практиці успішно проведений німецькими військовими стратегами (Еріхом Манштайном, Евальдом Клайстом, Гайнцом Ґудеріаном, Гердом Рундштедтом, Ервіном Роммелем) на початку Другої світової війни при захопленні Польщі: до кінця вересня Польща перестала існувати, хоча в ній залишилося більше мільйона немобілізованих осіб призовного віку. У Франції також не були вичерпані людські резерви до моменту підписання перемир'я. Вся кампанія у Франції зайняла лише 44 дні: з 10 травня по 22 червня 1940 року, а в Польщі — 36 діб: з 1 вересня по 5 жовтня 1939 (дата припинення опору останніх регулярних частин польської армії).
На початку німецько-радянської війни стратегія бліцкрігу дозволила Німеччині швидко знищити радянські війська в смузі 100—300 км на схід від кордону між СРСР з Німеччиною та її союзниками.

## Сценарій бліцкріґу
Концепція бліцкріґу з'явилася ще до Першої світової війни; її корегували в 1914—1918 рр. Та зрештою вона дуже відрізнялася від того бліцкріґу, до якого вдавався Третій Рейх. У порівнянні з потенціалом союзників Німеччина мала обмежений військово-економічний потенціал. Тому стратеги бліцкріґу мали на меті застати ворога зненацька і, позбавивши його можливості підтягнути значні резерви та налагодити ефективну оборону, перемогти ворога в максимально стислий строк.

### І етап
Після ретельно виконаної розвідки бомбардувальники атакують ворожі аеродроми, транспортні вузли, мости, населені пункти та ключові (з політичної та військової точки зору)
місця. Якщо характер військової операції дозволяє, то десант повинен захопити найважливіші військові об'єкти та транспортні вузли. Це дозволить вивести з ладу систему управління військами противника, а також унеможливить спротив ворожої авіації. А на додачу — викличе паніку в місцевих жителів, хаотичне переміщення та евакуація яких заважатиме руху армії в секторі оборони, а також створить перешкоди для успішної мобілізації сухопутних військ. Артилерійський обстріл зупинить ворожі сили, а пікірувальні бомбардувальники («Юнкерс» Ю-87) завдадуть ударів по місцях скупчення військ і командних пунктах.

### ІІ етап
Танкові дивізії перетнуть ворожий кордон за масованої підтримки інших видів військ. Причому — в найслабших місцях ворожої оборони (тобто більш ніж в одному місці одночасно). І просуватимуться вглиб окупованої території. Головна мета на цьому етапі — завдавання нищівного удару по головних пунктах оборони супротивника, ліквідація його командних пунктів та запобігання концентрації ворожих сил. Одночасно пікірувальні бомбардувальники «Штука Ju-87» підтримують сухопутні війська численними бомбардуваннями позицій противника. В ході нальоту будуть знищені пункти компактної дислокації, атаковані командні пункти і перекриті шляхи імовірного відступу. Психологічний тиск на ворога безперервно підтримується за допомогою військово-повітряних сил: літаки по черзі повертаються на свої авіабази, заправляються, беруть на борт бомби і знову підіймаються у повітря, щоб атакувати цілі, про які їх інформують авіанавідники сухопутних військ.

### ІІІ етап
Після вдалого прориву піхота окуповує ворожу територію і просуватиметься за наступом танкових підрозділів. Долаючи на своєму шляху всякий спротив, танки прорвуться через укріплені лінії оборони в глиб ворожої території. Потім вони оточуватимуть і знищуватимуть ворожі частини, відбиваючи при цьому можливість контратаки. Після цього будуть оточені й знищені точковими бомбометаннями стаціонарні оборонні укріплення супротивника; остаточно придушать ворожий опір піхотні частини. У паузах між операціями буде здійснюватися поповнення палива, боєприпасів і продовольства, розподіл яких координуватимуть командири на місцях.

### IV етап
У разі успіху операції війська отримають нові пункти дислокації, введуть в експлуатацію аеродроми, а танки продовжать наступ — для досягнення нових цілей. Тим самим часом командування налагодить додаткове забезпечення військ — щоб зберегти наступальний характер операції.